# Micropterus

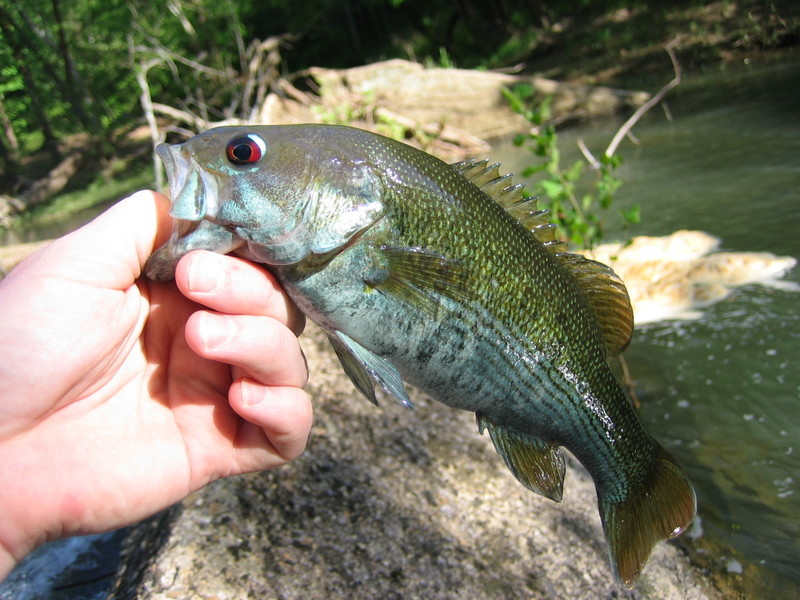
Exemplar de Micropterus coosae capturat al riu Coosa (Geòrgia).

Micropterus és un gènere de peixos d'aigua dolça pertanyent a la família dels centràrquids.

## Descripció
- Totes les espècies tenen una base de color verd mat amb patrons de coloració fosca als flancs.
- La majoria assoleixen una longitud màxima de 40-60 cm.[2]

## Reproducció
El mascle basteix un niu on la femella dipositarà els ous i després els fertilitzarà. El mascle continuarà protegint els ous i els alevins fins que siguin autosuficients.

## Distribució geogràfica
Són originaris de Nord-amèrica: des de la conca de la badia de Hudson al Canadà fins al nord-est de Mèxic, tot i que també n'hi ha a Califòrnia. Algunes espècies han estat àmpliament introduïdes arreu del món i han esdevingut plagues potencials (com ara, al Japó).

## Taxonomia
- Micropterus cataractae (Williams & Burgess, 1999)[4]
- Micropterus coosae (Hubbs & Bailey, 1940)[5]
- Perca americana de boca petita (Micropterus dolomieu) (Lacépède, 1802)[6]
- Micropterus floridanus (Lesueur, 1822)[7]
- Micropterus notius (Bailey & Hubbs, 1949)[8]
- Micropterus punctulatus (Rafinesque, 1819)[9]
- Perca americana (Micropterus salmoides) (Lacépède, 1802)[10]
- Micropterus treculii (Vaillant & Bocourt, 1883)[11][12][13][14][15][16][17]

## Observacions
Totes les seues espècies són molt apreciades pels afeccionats a la pesca esportiva.